# Os (Innlandet)
Pour les articles homonymes, voir OS.
Os est une commune norvégienne située dans le comté d'Innlandet, dont le centre administratif est le village de Os i Østerdalen (en). Elle fait partie de la région de Østerdalen.

## Géographie
La commune s'étend sur un territoire de 1 040,41 km2 d'une forme allongée à l'extrémité nord-est du comté et en limite avec celui de Trøndelag.

## Transport
On y trouve notamment la gare d'Os.